# کلودیا گری

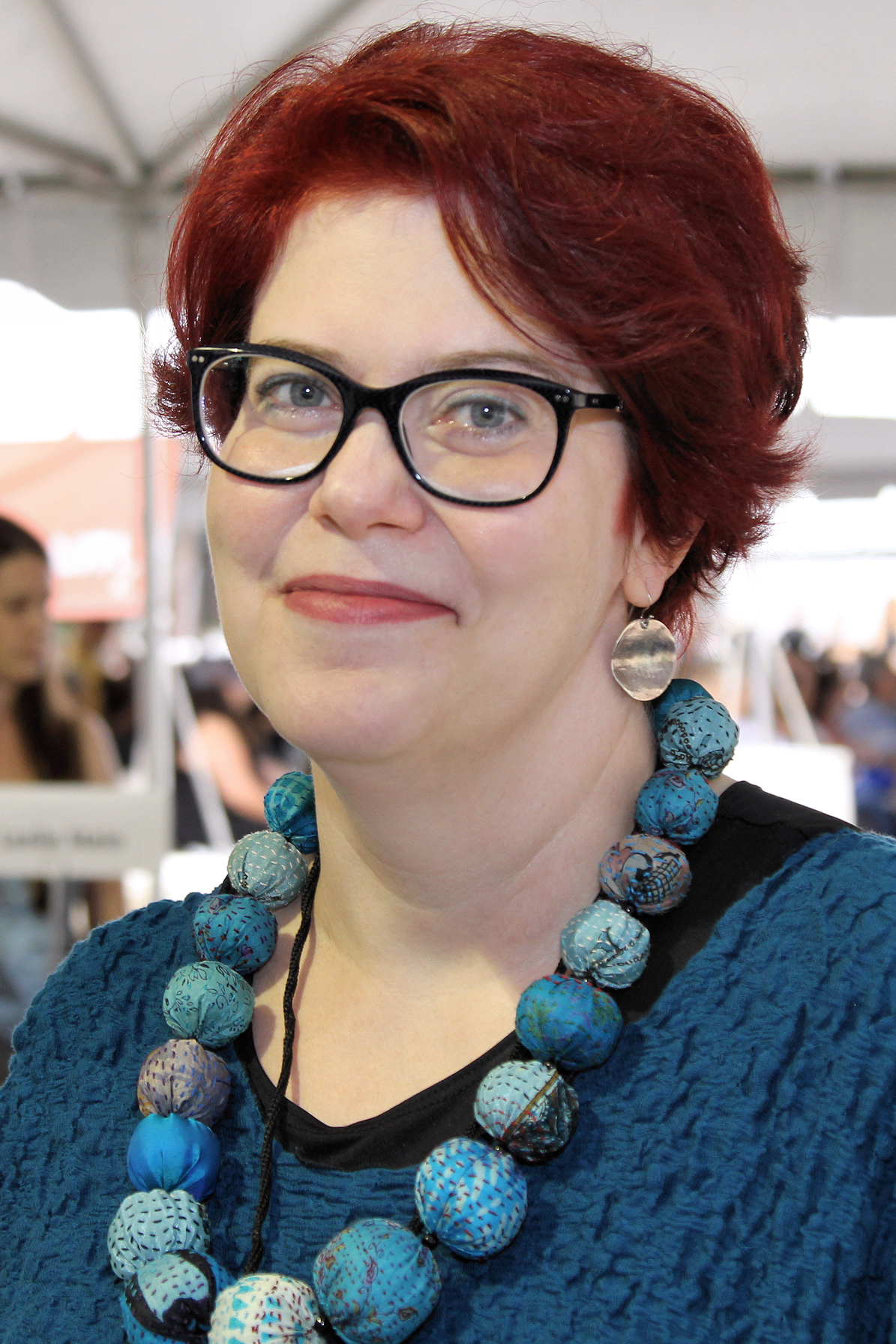

کلودیا گری نام مستعار امی وینسنت، نویسنده آمریکایی داستان‌های عاشقانه ماوراء الطبیعه نوجوانان است که بیشتر به خاطر سریال Evernight و رمان‌های جنگ ستارگانش: ستارگان گمشده، خط خون، لیا، شاهزاده آلدران، استاد و شاگرد، در تاریکی و Star Wars: The Fallen Star شناخته شده‌است. دومین کتاب از مجموعه Evernight , Stargazer، در مارس ۲۰۰۹ منتشر شد و در آوریل ۲۰۰۹ در رده کتاب فصلی فهرست پرفروش‌ترین کتاب‌های کودکان نیویورک تایمز در رتبه چهارم قرار گرفت.
کلودیا گری در خانه ای ۱۰۰ ساله به رنگ صورتی مرجانی در نیواورلئان زندگی می‌کند.

## انتشارات

### سری صورت فلکی
- Defy the Stars (2017)
- Defy the Worlds (2018)
- Defy the Fates (2019)

### کمیک دی سی
- خانه ال کتاب اول: تهدید سایه[۳]

### سریال شبانه
- هر شب (۲۰۰۸)
- Stargazer (2009)
- ساعت شنی (۲۰۱۰)
- زندگی پس از مرگ (۲۰۱۱)

### سری Firebird
- هزار تیکه از تو
- ده هزار آسمان بالاتر از تو
- یک میلیون دنیا با تو

### سریال Spellcaster
- Spellcaster (2013)
- طلسم اول نیمه شب (۲۰۱۳)
- ثابت قدم (۲۰۱۴)
- جادوگر (۲۰۱۵)

### رمانهای جنگ ستارگان
- جنگ ستارگان: ستارگان گمشده[۴] (سپتامبر ۲۰۱۵)
- Star Wars: Bloodline[۵] (مه ۲۰۱۶)
- جنگ ستارگان: لیا، پرنسس آلدران[۶] (سپتامبر ۲۰۱۷)
- جنگ ستارگان: استاد و شاگرد[۷] (آوریل ۲۰۱۹)
- جنگ ستارگان: جمهوری بالا: در تاریکی (فوریه 2021)[۸]
- Star Wars: The High Republic: The Fallen Star (ژانویه 2022)[۹]
- قتل آقای ویکهام (مه ۲۰۲۲)